# Тхан Джун Сан
Тхан Джун Сан (кор. 탕준상?, 陳俊尚?; род. 13 августа 2003 года, Сеул, Республика Корея) — южнокорейский актёр. Он получил признание за роль в телесериале «Любовь приходит с неба» (2019—2020) и за главную роль в сериалах: «На пути к небесам» и «Парни с ракетками» — оба 2021 года.
Номинант на престижные премии Южной Кореи: «Пэксан» и «Большой колокол».

## Ранняя жизнь и образование
Тхан родился в Сеуле в семье отца-китайца малазийского происхождения и матери кореянки. Тхан получил южнокорейское гражданство после смерти матери. Тхан учится на факультете театра и кино в Университете Чунан.

## Карьера
Тхан дебютировал как актёр музыкального театра в мюзикле «Билли Эллиот» в 2010 году в возрасте 7 лет. После этого он продолжал играть в таких мюзиклах, как «Эйли Сибед», «Западный Пхенчхан», «Кинки Бутс» и «Ассасины».
В 2014 году Тхан дебютировал в дораме «Команда „Плутон“» в роли Ли Соджина и продолжил играть второстепенные роли в различных фильмах и сериалах.
Он получил признание за роль Гым Ын Дон — молодого северокорейского солдата в сериале «Любовь приходит с неба» (2019—2020), который стал самой рейтинговой драмой tvN и третьей по рейтингу южнокорейской драмой в истории кабельного телевидения.
В 2021 году Тхан снялся в оригинальном сериале Netflix «На пути к небесам», где исполнил главную роль Хан Гыру, молодого человека с синдромом Аспергера, вместе с Ли Джэ Хуном. В том же году он сыграл главную роль в телесериале «Парни с ракетками», за что получил награду «Лучший молодой актёр» на премии SBS Drama Awards 2021.

## Фильмография

### Кино
| Год  | Название                     | Роль             | Примечания             | Ист.          |
| ---- | ---------------------------- | ---------------- | ---------------------- | ------------- |
| 2016 | Воспоминания о старшем брате | Чун Сик          |                        |               |
| 2017 | Прибытие                     | Мальчик          | Короткометражный фильм |               |
| 2018 | Ночь длиной в семь лет       | Со Вон (молодой) |                        |               |
| 2018 | Ён Джу                       | Ён Ин            |                        |               |
| 2019 | День рождения                | У Чан            |                        |               |
| 2019 | Язык нашей страны            | Хак Джо          |                        |               |
| 2020 | Похититель велосипедов       | Ки Тхэ           | Короткометражный фильм |               |
| 2021 | Без рамок — Голубое счастье  | н/д              | Короткометражный фильм | [ 8 ]         |
| 2022 | Гений математики             | Ли Тхэ Ён        |                        | [ 9 ]         |
| 2022 | Дань уважения                | Сын Дживан       |                        |               |
| 2024 | Собачьи дни                  | Джин У           |                        | [ 10 ] [ 11 ] |
| 2024 | Несчастный случай            | Чом Ман          |                        | [ 12 ]        |
| 2024 | Страна чудес                 | Чхве Джин Гу     |                        | [ 13 ]        |

### Телевидение
| Год       | Название                              | Роль                 | Примечания                             | Ист.   |
| --------- | ------------------------------------- | -------------------- | -------------------------------------- | ------ |
| 2014      | Команда «Плутон»                      | Ли Со Джин           |                                        | [ 14 ] |
| 2014      | Неугасимая любовь одуванчика          | Со Джун Хо (молодой) |                                        |        |
| 2015      | Моя бабушка                           | н/д                  | Специальный сериал ко Дню защиты детей |        |
| 2018      | Вы забыли о поэзии                    | Кю Мин               |                                        |        |
| 2019-2020 | Любовь приходит с неба                | Гым Ын Дон           |                                        | [ 4 ]  |
| 2021      | Парни с ракетками                     | Юн Хэ Кан            |                                        | [ 6 ]  |
| 2025      | Ньютопия                              | Сам Су               |                                        | [ 15 ] |
| 2025      | Адвокат по трудовым спорам Но Му Джин | TBA                  |                                        | [ 16 ] |

### Веб-сериалы
| Год  | Название          | Роль      | Примечания                        | Ист.  |
| ---- | ----------------- | --------- | --------------------------------- | ----- |
| 2022 | На пути к небесам | Хан Гы Ру | Оригинальное производство Netflix | [ 5 ] |

## Театр

### Мюзиклы
| Год       | Название              | Название      | Роль                    | Театр                                   | Дата                       | Ист. |
| Год       | Русский               | Корейский     | Роль                    | Театр                                   | Дата                       | Ист. |
| --------- | --------------------- | ------------- | ----------------------- | --------------------------------------- | -------------------------- | ---- |
| 2010-2011 | Билли Эллиот          | 빌리 엘리어트 | Мальчик                 | LG Arts Center                          | С 13 августа по 27 февраля |      |
| 2011      | Моцарт!               | 모차르트      | Амадей Моцарт (молодой) | Seongnam Arts Center                    | С 24 мая по 3 июля         |      |
| 2011      | Последняя императрица | 명성황후      | Сейко                   | Chungmu Art Hall                        | С 29 октября по 20 ноября  |      |
| 2012      | Элизабет              | 엘리자벳      | Рудольф (молодой)       | Blue Square Samsung                     | С 8 февраля по 12 мая      |      |
| 2012      | Моцарт!               | 모차르트      | Амадей Моцарт (молодой) | Sejong Center                           | С 24 мая по 3 июля         |      |
| 2012      | Ассасины              | 어쌔신        | Билли                   | Doosan Art Center                       | С 20 ноября по 3 февраля   |      |
| 2013      | Отверженные           | 레미제라블    | Гаврош                  | Blue Square Samsung                     | С 6 апреля по 1 сентября   |      |
| 2014      | Эпиграф               | 서편제        | Донхо (молодой)         | Universal Art Center                    | С 20 марта по 11 мая       |      |
| 2014      | Кинки Бутс            | 킹키부츠      | Лола                    | Chungmu Art Center Medium Theater Black | Со 2 декабря по 22 февраля |      |

### Спектакли
| Год  | Название                             | Название                                    | Роль             | Театр                                   | Дата                   | Ист.   |
| Год  | Русский                              | Корейский                                   | Роль             | Театр                                   | Дата                   | Ист.   |
| ---- | ------------------------------------ | ------------------------------------------- | ---------------- | --------------------------------------- | ---------------------- | ------ |
| 2016 | Театральная битва 6 — Пьеса «Гамлет» | 연극열전6 — 세 번째 작품 «햄릿 — 더 플레이» | Гамлет (молодой) | Chungmu Art Center Medium Theater Black | 2 августа — 16 октября | [ 17 ] |

## Награды и номинации
| Награда                      | Год  | Категория                          | Работа                               | Результат | Ист.          |
| ---------------------------- | ---- | ---------------------------------- | ------------------------------------ | --------- | ------------- |
| APAN Star Awards             | 2022 | Лучший актёр-новичок               | На пути к небесам, Парни с ракетками | Победа    | [ 18 ]        |
| Asia Contents Awards         | 2021 | Лучший актёр-новичок               | На пути к небесам                    | Номинация | [ 19 ] [ 20 ] |
| Премия «Пэксан»              | 2022 | Лучший актёр-новичок — телевидение | Парни с ракетками                    | Номинация | [ 21 ]        |
| Buil Film Awards             | 2022 | Лучший актёр-новичок               | Дань уважения                        | Номинация | [ 22 ]        |
| Cine 21 Awards               | 2021 | Лучший актёр-новичок года          | На пути к небесам, Парни с ракетками | Победа    | [ 23 ]        |
| Chunsa Film Art Awards       | 2022 | Лучший актёр-новичок               | Дань уважения                        | Номинация | [ 24 ]        |
| Кинопремия «Большой колокол» | 2022 | Лучший актёр-новичок               | Дань уважения                        | Номинация | [ 25 ]        |
| SBS Drama Awards             | 2021 | Лучший молодой актёр               | Парни с ракетками                    | Победа    | [ 7 ]         |